# Банк Северной Америки
Банк Северной Америки (англ. Bank of North America) — американский банк, просуществовавший с 1781 по 1783 годы.
Весной 1781 г. в Конгрессе был представлен законопроект Роберта Морриса об учреждении первого коммерческого и одновременно центрального банка США. Банк по структуре был похож на Банк Англии, возглавил его сам Моррис. В начале 1782 года банк, получив федеральную лицензию, начал свою работу. Банк Северной Америки получил право печатать банкноты, принимаемые по номиналу всеми государственными учреждениями США, другие банки не имели права действовать на территории США. В Банке Северной Америки находились все средства конгресса. Кроме этого, Банк выкупал правительственные долговые обязательства. В 1783 году банк получил лицензию коммерческого банка штата Пенсильвания (понижение статуса). В конце 1783 года федеральная доля в банке (60 %) была продана в частные руки, государственный долг перед банком был погашен. Банк прекратил функционировать как центральный.